# 시타다촌 (니가타현)
시타다촌(下田村)은 니가타현 중앙부 주에쓰 지방에 위치한 미나미칸바라군의 촌이다. 2005년 5월 1일에 신조시, 사카에정과 합병해 새로운 신조시의 일부가 되었다.

## 역사
옛날에는 시모다고(下田鄕), 시모다 야스시(下田保)로 불렸고 중세 시대에는 호족인 이가라시씨에 의해 지배되고 있었다
메이지 시대까지는 니가타와 후쿠시마를 잇는 주요 가도, 하치코시의 현관문이 되어 물류 거점으로서도 번성했지만, 이와에쓰니시선이 개통하면 가도로서의 기능은 소실. 더욱이 1960년대 에너지 혁명으로 주요 산업이었던 제탄업이 쇠퇴하자 주민들이 폭설 지대에 머물 이유는 없어지고 산간 지역의 과소가 급격히 진행되었다.1970년 3월에는 하치코에쓰의 니가타 측 마지막 숙소였던 요시가헤이가 집단 이촌, 800년 계속된 역사를 마감하고 있다
- 1955년 3월 31일 - 시타다촌이 성립하였다.
- 2004년 7월 13일: 2004년 7월 니가타·후쿠시마 호우(7·13 수해).이가라시 강 유역을 중심으로 마을 내에 막대한 피해
  - 10월 23일 : 니가타현 주에쓰 지진 (니가타현 주에쓰 대지진) 발생. 시모다촌 오기보리에서는 진도 4(계측 진도 4.3)를 관측.주택 일부 손괴 19동, 공공시설 등 3동 피해를 입었다.
- 2005년 5월 1일 - 인접한 신조시 미나미칸바라군 사카에정과 합병해 소멸했다.

## 교통

### 도로
- 호쿠리쿠 자동차도
- 국도 289호선
- 국도 290호선